# Roberto Diso
Roberto Diso (né le 16 avril 1932 à Rome) est un dessinateur de bande dessinée italien.

## Œuvres

### Albums
- Capt'ain Swing, Aventures et Voyages, collection Mon journal
  1.  Le Fantôme de Mister Bluff !, scénario de Mario Sbattella, EsseGesse et Jean Ollivier, dessins de Mario Sbattella, Roberto Diso, Santo D'Amico et EsseGesse, 1967
- Mister No, Aventures et Voyages, collection Mon journal
  1.  Les Motards de la mort, scénario d'Alfredo Castelli, dessins de Roberto Diso, 1984
- Tex, Clair de Lune, collection Encre De Chine
  1.  Le Fils du vent, scénario de Claudio Nizzi, dessins de Roberto Diso, 2010  (ISBN 978-2-353-25175-9)
  2.  Fort Sahara, scénario de Claudio Nizzi, dessins de Roberto Diso, 2011  (ISBN 978-2-353-25304-3)
  3.  La Bête humaine,, scénario de Tito Faraci,dessins de Roberto Diso, 2012  (ISBN 978-2-353-25390-6)